# Michael Hogg
Pas d'image ? Cliquez ici

a Compétitions nationales et continentales officielles uniquement.

b Matchs officiels uniquement.
Dernière mise à jour le 28/5/2024.
Michael Hogg, né le 10 juillet 1994, est un joueur britanico-espagnol de rugby à XV qui évolue au poste de troisième ligne.

## Biographie
Natif du Royaume-Uni, Michael Hogg grandit à Gaucín en Andalousie, où il est formé au Marbella RC. Passé par les sélections jeunes régionales andalouses et nationales, il fait ses débuts en championnat d'Espagne en 2014 sous les couleurs du Complutense Cisneros,. Sous les couleurs de son club, il arrive jusqu'en finale de la Coupe d'Espagne en 2015, et dispute la Supercoupe dans une redite de la finale de Coupe, face au VRAC. 
Après avoir réalisé sa meilleure saison sous les couleurs de Cisneros, avec huit essais inscrits, il quitte le club à l'intersaison 2017 pour rejoindre le FC Barcelone. Il s'impose rapidement comme un titulaire indiscutable de la formation catalane. En 2019, il devient international espagnol à l'occasion du championnat d'Europe.

## Statistiques

### En club
| 2014-2015 | Complutense Cisneros | 23  | 5   |
| 2015-2016 | Complutense Cisneros | 23  | 25  |
| 2016-2017 | Complutense Cisneros | 21  | 40  |
| 2017-2018 | FC Barcelone         | 22  | 10  |
| 2018-2019 | FC Barcelone         | 18  | 5   |
| 2019-2020 | FC Barcelone         | 18  | 15  |
| 2020-2021 | FC Barcelone         | 8   | 15  |
| 2014-2021 | Total                | 132 | 115 |

### En sélection
| Année | Compétition | Matchs | Points | Essais | Transf. | Drops | Pénal. |
| ----- | ----------- | ------ | ------ | ------ | ------- | ----- | ------ |
| 2019  | REC         | 3      | -      | -      | -       | -     | -      |
| 2019  | Test        | 2      | -      | -      | -       | -     | -      |
| 2020  | REC         | 1      | -      | -      | -       | -     | -      |
| 2020  | Test        | 1      | -      | -      | -       | -     | -      |
| 2021  | REC         | 1      | -      | -      | -       | -     | -      |
| 2022  | REC         | 2      | -      | -      | -       | -     | -      |
| 2022  | Test        | 1      | -      | -      | -       | -     | -      |
| 2023  | REC         | 1      | -      | -      | -       | -     | -      |
| Total | Total       | 12     | -      | -      | -       | -     | -      |